# Ipomoea galhareriana
Ipomoea galhareriana är en vindeväxtart som beskrevs av Mats Thulin. Ipomoea galhareriana ingår i släktet praktvindor, och familjen vindeväxter. Inga underarter finns listade i Catalogue of Life.